# Sous-préfecture d'Okhotsk
Pour les articles homonymes, voir Abashiri.
La sous-préfecture d'Okhotsk (オホーツク総合振興局, Ohōtsuku-sōgō-shinkō-kyoku), anciennement sous-préfecture d'Abashiri, est une sous-préfecture située sur l'île de Hokkaidō, au Japon.

## Géographie

### Démographie
La sous-préfecture d'Okhotsk couvre une superficie de 10 690,6 km2 et abritait au 31 mars 2015 une population de 294 750 habitants (densité de population d'environ 27 hab./km2).

### Divisions administratives

#### Villes
La sous-préfecture compte trois villes :
- Abashiri (chef-lieu) ;
- Kitami ;
- Monbetsu.

#### Bourgs et villages par districts
La sous-préfecture comporte aussi quatorze bourgs et un village répartis en quatre districts ruraux.
- District d'Abashiri
  - Bihoro
  - Ōzora
  - Tsubetsu
- District de Monbetsu
  - Engaru
  - Nishiokoppe (village)
  - Okoppe
  - Ōmu
  - Takinoue
  - Yūbetsu
- District de Shari
  - Kiyosato
  - Koshimizu
  - Shari
- District de Tokoro
  - Kunneppu
  - Oketo
  - Saroma

## Histoire
La sous-préfecture d'Okhotsk a été créée en 1897 sous le nom de sous-préfecture d'Abashiri, avant d'être renommée, en avril 2010, d'après le nom de la mer d'Okhotsk qui la borde et qui elle-même tire sa dénomination du port russe d'Okhotsk.

## Transports
La sous-préfecture d'Okhotsk abrite deux aéroports : l'aéroport de Monbetsu dans la ville du même nom et l'aéroport de Memanbetsu d'Ōzora.